# Komunistyczna Partia Kambodży
 Komunistyczna Partia Kambodży – khmerska partia polityczna utworzona w 1951 roku pod nazwą Khmerska Partia Ludowo-Rewolucyjna. Późniejszą nazwę przyjęła w 1966 roku. Początkowo działała legalnie wykorzystując do tego swoje legalne skrzydło jakim była Partia Ludowa. Po rozbiciu Partii Ludowej przez rząd stopniowo w partii umacniały się ekstremistyczne tendencje głoszone przez frakcję Czerwonych Khmerów, którzy w 1963 roku przejęli pełnię władzy w ugrupowaniu. W 1967 roku rozpoczęła zbrojną batalię antyrządową. W 1975 roku po zwycięstwie w wojnie domowej Czerwoni Khmerzy zdobyli władzę tworząc Demokratyczną Kampuczę. Polityka ludobójstwa prowadzona przez frakcję ruchu skupioną wokół Pol Pota, doprowadziła do wewnętrznego rozłamu w grupie, a następnie interwencji wojsk wietnamskich, która obaliła reżim. Czerwoni Khmerzy przeszli do podziemia, gdzie korzystając z pomocy Stanów Zjednoczonych, Tajlandii i Chin prowadzili wojnę domową z prowietnamskim rządem. W 1981 roku Czerwoni Khmerzy zrezygnowali z ideologii komunistycznej, co było równoznaczne z likwidacją partii komunistycznej. Partia przez cały okres działania miała charakter awangardowy, a jej struktury nie były liczne. W 1970 roku liczyła ona zaledwie 3 tysiące członków, a w 1975 roku około 14.

## Historia partii

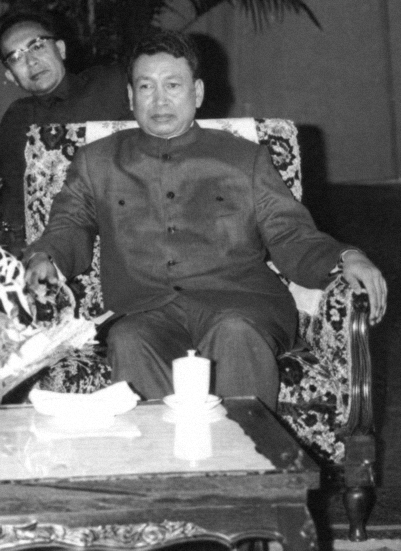
Pol Pot, lider Komunistycznej Partii Kambodży 1978.

Partia została utworzona w 1951 roku przez przekształcenie regionalnego komitetu Komunistycznej Partii Indochin w Khmerską Partię Ludowo-Rewolucyjnąo (KPLR), która powołała legalną Partię Ludową (Krom Pracheachon). Partię od początku rozdzierał konflikt pomiędzy frakcją prowietnamską (Tou Samouth) i antywietnamską (Sieu Heng); o ile pierwsza była ugodowa w stosunku do monarchii Norodoma Sihanouka, druga domagała się rewolucji i zarzucała wietnamskim komunistom zdradę. Stopniowo wpływy w KPLR zdobywała grupa skrajnie antywietnamska tzw. „grupa paryska” (Khieu Samphan, Hou Yuon, Hu Nim, Pol Pot, Ieng Sary) określana później jako Czerwoni Khmerzy. We wrześniu 1960 roku KPLR przekształcona została w Robotniczą Partię Kambodży (RPK), która zawarła kompromis z rządzącą monarchistyczną Powszechną Wspólnotą Socjalistyczną (Sangkum Reastr Niyum).
Po zamordowaniu przywódcy RPK Tou Samoutha przez policję (lipiec 1962) i wcześniejszych rozłamach, kierownictwo partii w lutym 1963 roku przeszło w ręce ekstremistycznej „grupy paryskiej”. Chroniąc się przed represjami władz zwolennicy Pol Pota z „grupy paryskiej” założyli bazę w północno-wschodniej prowincji Ratanakiri, pozyskując tam sympatyków spośród mniejszości etnicznej Khmer Loeu (Khmerów Górskich), zaś sam Pol Pot udał się na szkolenie do Chin. We wrześniu 1966 roku ugrupowanie zmienia nazwę na Komunistyczna Partia Kambodży. Na czele partii stanęła ściśle tajna Angkar Loeu (Najwyższa Organizacja), w skład której wchodzili m.in. Pol Pot, Ieng Sary, Vorn Vet, Son Sen, Yun Yat, Touch Phoeun, Thiounn Thioeun, Ieng Thirith.
W kwietniu 1967 roku w prowincji Battambang wybuchło spontaniczne powstanie chłopskie, do którego przyłączyli się komuniści. W styczniu 1968 utworzona przez KPK Armia Rewolucyjno-Wyzwoleńcza rozpoczęła partyzancką ofensywę przeciw armii królewskiej. Wraz z rozwijaniem działalności wojskowej Czerwoni Khmerzy podjęli się fizycznej eliminacji kadr komunistycznych sprzyjającym Wietnamowi. Po 1970 roku i puczu Lon Nola zbrojne skrzydło partii zostało poparte przez króla Sihanouka. Poparcie króla przyczyniło się do szybkie wzrostu wpływów partyzantki, a w rezultacie przejęcia władzy przez frakcję Czerwonych Khmerów w 1975 roku i utworzenia Demokratycznej Kampuczy. Po zdobyciu władzy w Kambodży przez Czerwonych Khmerów i rozpoczęciu przez nich masowych represji określanych mianem ludobójstwa, doszło do rozłamu w szeregach ugrupowania, a następnie interwencji sąsiedniego Wietnamu, która przyniosła kres rządom KPK.
Po upadku reżimu Czerwoni Khmerzy w 1979 roku przystąpili do tworzenia antywietnamskiej armii partyzanckiej. W 1981 roku partia uległa rozwiązaniu, a w jej miejsce powstała niekomunistyczna Partia Demokratycznej Kampuczy, będąca odtąd politycznym reprezentantem ruchu Czerwonych Khmerów.